# 安次嶺希和子
安次嶺 希和子（あしみね きわこ、1998年 - ）は、沖縄市出身の歌手である。

## ディスコグラフィー
- TROPICAL GREEN - アルバム。発売日は2016年10月26日[4]。
- 忘れじの言の葉 - スクウェア・エニックス製スマートフォン用ゲームアプリ『グリムノーツ』主題歌のボーカルを担当[2]、作詞作曲は未来古代楽団(松岡美弥子、砂守岳央)。
- Bed side story - 2021年10月発表 EP
- 気球旅行 - 2022年1月28日発売、「Tok10 & 安次嶺希和子」名義
- Snowman - 2022年2月15日発売、1stシングル
- Flower song - 2022年4月24日発売、「安次嶺希和子 & 45」名義
- 抱擁 - 2023年11月25日発売

## 受賞歴
- 2015年1月ヤマハグループ主催の音楽コンテスト第8回Music Revolutionにて、自作の曲「太陽の雫（しずく）」を歌いグランプリ、オーディエンス賞を受賞[3]。

- アルバム『TROPICAL GREEN』が第9回CDショップ大賞2017沖縄ブロック賞を受賞[5]。

## 交友
- ORANGE RANGE - コラボアルバム『縁盤』への参加のほか、ORANGE RANGE presents テレビズナイトなどのイベントに出演[6]。